# Elaphria stelligera
Elaphria stelligera là một loài bướm đêm trong họ Noctuidae.